# Иман батыр
Иман-батыр — предводитель башкирского восстания 1704—1711, жил в Ногайской даруге Табынской волости.

## Биография
Возможно происходил из рядовых башкир, в 1705 году приезжал в Уфу по приказу А. Сергеева, был известен как батыр. Во главе с ним часть повстанцев стояла за продолжение военных действий в Башкортостане. Также был обвинён в неисполнении императорских указов, из-за этого подвергся избиению. Во главе отряда повстанцев из больше 300 человек воевал на территории Ногайской даруги. В конце октября 1707 года участвовал в боях против правительственных войск, находившихся под командованием С. Аристова, И. Рыдаря и П. Хохлова. Дальнейшая его судьба неизвестна.